# First Reformed
First Reformed es una película dramática estadounidense de 2017 escrita y dirigida por Paul Schrader. La cinta está protagonizada por Ethan Hawke, Amanda Seyfried y Cedric Kyles y sigue a un ministro protestante que se enfrenta a cuestiones de fe y moralidad mientras sirve como pastor de una iglesia histórica en disminución.
La película se proyectó en la sección de competencia principal del 74.º Festival Internacional de Cine de Venecia el 31 de agosto de 2017, y se estrenó en los cines de Estados Unidos el 18 de mayo de 2018 a través de A24.
La película fue elegida por la National Board of Review y el American Film Institute como una de las 10 mejores películas de 2018. En los Independent Spirit Awards, la película recibió nominaciones a Mejor película, Mejor actor (Hawke), Mejor director y Mejor guion, mientras que el guion de Schrader también fue nominado para un Premio de la Academia, el primero de su carrera.

## Reparto
- Ethan Hawke como el pastor Ernst Toller.
- Amanda Seyfried como Mary Mensana.
- Cedric Kyles como el pastor Joel Jeffers.
- Victoria Hill como Esther.
- Philip Ettinger como Michael Mensana.
- Michael Gaston como Edward Balq.
- Bill Hoag como John Elder.

## Producción
First Reformed se filmó a lo largo de 20 días en Brooklyn y Queens, Nueva York, incluido el edificio y los terrenos de la Iglesia Episcopal Zion en Douglaston, Queens. Schrader dijo que se inspiró en la película Ida, de Pawel Pawlikowski, para filmar en una relación de aspecto de 1.37:1, diciendo que "...impulsa las líneas verticales, por lo que se obtiene más del cuerpo humano en el cuadro".

## Estreno
En septiembre de 2017, A24 adquirió los derechos de distribución de la película. Fue estrenada en cines estadounidenses el 18 de mayo de 2018. También se proyectó en varios festivales de cine, entre ellos el Festival Internacional de Cine de Nueva Zelanda y el Festival Internacional de Cine de Melbourne.